# 투오마스 그뢴만 (아이스하키 선수)
투오마스 오스카르 그뢴만(핀란드어: Tuomas Oskar Grönman, 1974년 3월 22일~)은 핀란드의 아이스하키 선수로 현역 시절 포지션은 수비수이다. 내셔널 하키 리그(NHL)의 시카고 블랙호크스와 피츠버그 펭귄스 소속으로 활약했다.
국제 대회에 핀란드 국가대표로 활약했으며, 1998년 동계 올림픽에서 동메달을 획득했다.